# Wechtar de Friuli
Wechtar (sau Wechthari) a fost un longobard originar din Vicenza, devenit duce de Friuli între 666 și 678.
Wechtar a preluat controlul în Friuli din ordinele regelui longobard Grimoald I, în urma reprimării răscoalelor succesive ale foștilor duci Lupus și Arnefrid și a respingerii invaziei avarilor. Potrivit cronicarului Paul Diaconul, Wechtar a fost un conducător blând și drept.
Imediat după ce regele Grimoald a pacificat regiunea, Wechtar a fost numit duce de Friuli. La puțină vreme după numire, el s-a deplasat la Pavia și, pe când era încă pe drum, un grup de slavi, foști aliați ai ducelui Arnefrid de Friuli, i-au invadat ducatul. Invadatorii plănuiau să ocupe Forum Julii (astăzi, Cividale) și și-au fixat tabăra la Boxas, o locație care rămâne incertă. Unii dintre savanți o plasează la Purgessimus,, alții la Prosascus în apropiere de izvoarele râului Natisone (Natisio), iar alții la Borgo Bressana,. În fine, argumentele cele mai valide vin în favoarea localizării în apropiere de Brischis, chiar lângă Cividale. Paul Diaconul relatează că Wechtari tocmai se întorcea de la Pavia când a auzit de tabăra pusă de slavi și a pornit în marș asupra lor cu numai 25 de oameni. În dreptul unui pod peste râul Natisone, Wechtari i-a ajuns din urmă și, potrivit aceluiași Paul Diaconul, i-a zdrobit dintr-o lovitură. Acuratețea istorică a lui Paul Diaconul este pusă de această dată la îndoială, din perspectiva numărului neadecvat de luptători din armata lui Wechtar.
La moartea sa, Wechtar a fost succedat de către Landar. 